# En fästmö för mycket
En fästmö för mycket är en amerikansk film från 1938 i regi av Michael Curtiz. Lana Turner har en liten okrediterad roll i filmen. Hon hade filmdebuterat ett år tidigare.

## Handling
Efter att den unge ägaren till en tidning blivit osams med tidningens chefredaktör hotas tidningen av nedläggning. Journalisten Jean Christy gör nu allt för att försöka rädda sin tidning.

## Rollista
- Errol Flynn - Robert Kensington Lansford
- Olivia de Havilland - Lorri Dillingwell
- Rosalind Russell - Jean Christy
- Patric Knowles - Pat Buckley
- Walter Connolly - John P. Dillingwell
- Hugh Herbert - Silas Jenkins
- Melville Cooper - Bingham, butler
- Margaret Hamilton - Amy, hembiträde
- Carole Landis - Myrtle